# 밤베르크 교향악단

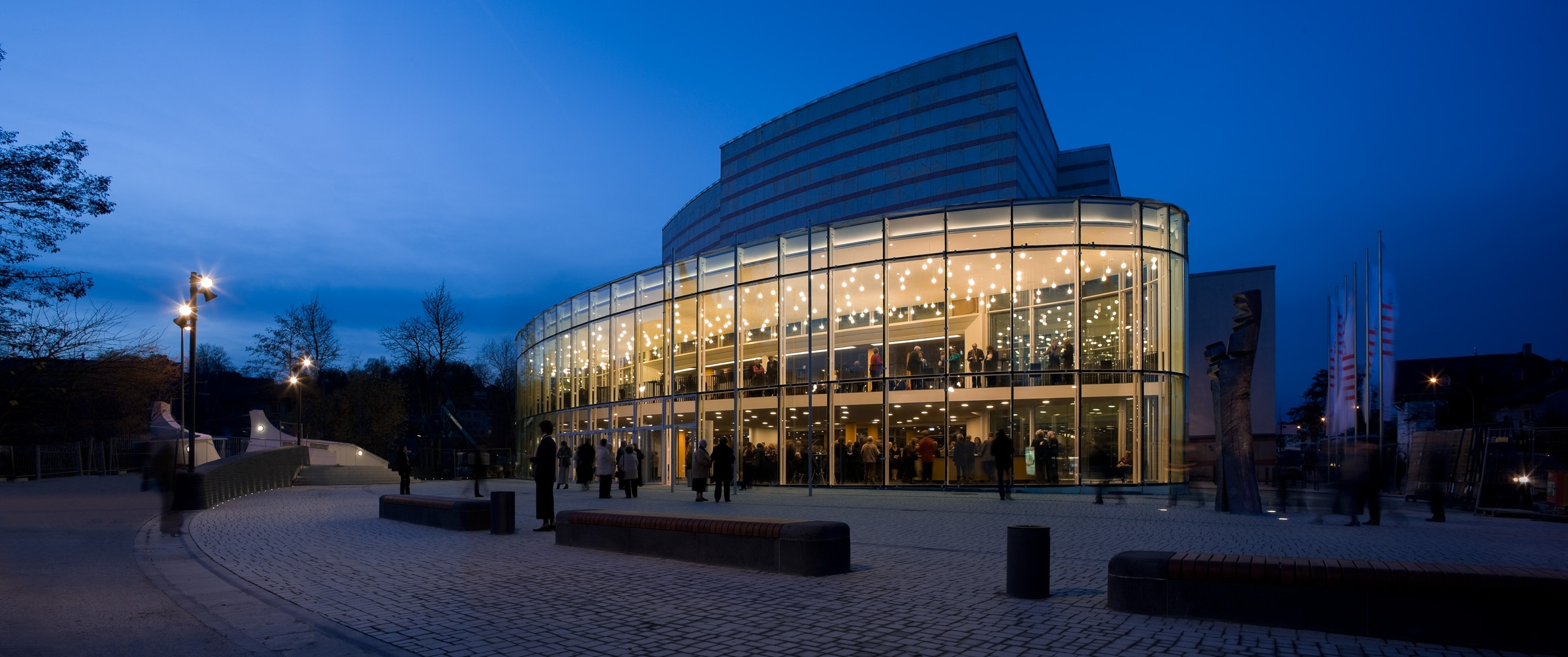

밤베르크 교향악단(독일어: die Bamberger Symphoniker – Bayerische Staatsphilharmonie)은 독일 바이에른주의 인구 7 만여 명의 소도시 밤베르크를 거점으로 하고 있는 관현악단이다.
 독일의 주간지 Focus는 독일의 10대 교향악단을 기사화하는 2009년 제1호에서 이 교향악단을 6위로 선정했다.

## 역사
악단의 기원은 1900년에 프라하에서 체코 거주 독일 음악인들이 창단한 '프라하 도이치 필하모닉 오케스트라'(das Deutsche Philharmonische Orchester Prag)로 거슬러 올라가며, 이 악단은 2차 세계대전 중 나치스 독일의 체코슬로바키아 침공 후 어용 악단으로 변질되었다. 당시 지휘자는 요제프 카일베르트였고, 독일, 오스트리아를 순회공연 하는 등 나치스를 적극 홍보했다. 소련군이 1945년 체코로 진주하면서 독일인들은 지위고하, 남녀노소를 막론하고 체포되거나 구타, 사살, 투옥되기 시작했다.

이 악단의 단원들도 급히 독일로 피신했고, 생존자들은 1946년에 밤베르크를 본거지로 하는 새로운 악단을 결성했다. 1946년 3월 16일에 첫 연주회를 개최했는데, 당초 명칭은 '밤베르크 톤퀸스틀러 관현악단' 이었으나 6월에 현재 명칭으로 바뀌었다. 초대 상임 지휘자로는 위의 요제프 카일베르트가 1949년에 선출되었다.
1968년에 사망한 카일베르트 의 후임으로는 오이겐 요훔이 예술고문 자격으로 활동했다. 요훔이 1973년 사임한 뒤에는 루돌프 켐페 등이 객원으로 지휘했고, 1979년에는 창단 이후 최초로 영국 출신 제임스 로프런이 상임 지휘자로 재임(~1983)했다. 그 의 후임은 폴란드 출신 비톨트 로비츠키(예술고문)이다.
1985년에는 스위스 로망드 관현악단에 재직하던 호르스트 슈타인이 상임 지휘자로 부임(~1996년)했고, 공백기를 거쳐 2000년부터는 영국 출신 조너선 노트가 상임 지휘자이다. 이외에 2006년에 명예 지휘자 칭호를 수여받은 헤르베르트 블롬슈테트가 객원지휘하고 있다.

## 주요 활동
초기에는 단원들 대부분이 나치스의 국책 악단 출신이었던 탓 등으로 피점령 유럽국들에는 거의 알려지지 않았고, 해외 순회도 1954년 남미 및 미국이 처음이었다. 그러나 카일베르트가 텔레푼켄(현 텔덱)에 모차르트와 베토벤, 브람스 등을 녹음한 음반이 발매되면서 해외에도 점차 알려졌다. 카일베르트 이전에는 페르디난트 라이트너의 지휘로 모차르트의 피아노 협주곡, 관현악 세레나데, 비제의 관현악 조곡 등을 도이치 그라모폰(die Deutsche Grammophon Gesellschaft) 에 녹음했었다.
미국의 음반사인 Vox 도 헝가리 출신 지휘자인 야노슈 퓌르스트를 파견해 차이코프스키의 잘 알려지지 않은 관현악 작품 등 진귀한 레퍼토리를 음반화했으며, 슈타인 도 미국 음반사인 코흐(Koch)에 막스 레거의 관현악 작품 전곡을 세계 최초로 녹음해 화제가 되었다. 이외에도 켐페, 프로하스카, 구슐바우어, 로타 차그로섹, 네메 예르비 등의 객원 지휘자들이 EMI, 도이치 그라모폰 또는 오르페오 등에 오페라, 협주곡, 관현악들을 녹음한 바 있다. 최근에는 한스 베르너 헨체나 볼프강 림 등 현존 작곡가들의 작품도 다루고 있다.
조너선 노트는 스위스 음반사인 투도르(Tudor."CD/SACD Releases with Jonathan Nott by Tudor Recording Zürich") 와 계약을 맺고 최신 포맷인 SACD(Super Audio Compact Disc)로 슈베르트와 브루크너, 말러, 야나체크, 스트라빈스키 등의 작품을 녹음하고 있다. 이외에도 바이에른 방송국(BR)과 연주회 중계 계약을 맺고 있으며, 바이에른 방송국은 오르페오 발매 음반의 작업에도 공동으로 참가하고 있다.
상주 공연장으로는 "das Dominikanerkloster Bamberg" (Dominikanerbau)를 오랫동안 사용했었으나, 콘서트 전문 공연장으로 1993년에 새로 개관한 콘체르트- 운트 콩그레스할레 (별칭 Sinfonie an der Regnitz) 로 옮겨가 활동하고 있다. 2003년부터는 바이에른 국립 필하모닉 협회(die Bayerische Staatsphilharmonie)의 재정 지원이 결정되었고, 정식 명칭에 부칭으로 협회 명칭도 함께 표기되고 있다. 2004년부터는 신인 지휘자 양성을 목표로 '구스타프 말러 지휘 콩쿠르'를 3년 주기로 개최하고 있다.

## 역대 상임 지휘자
- 요제프 카일베르트 (1949-1968)
- 오이겐 요훔 (1969-1973. 예술 고문)
- 제임스 로프런 (1979-1983)
- 비톨트 로비츠키 (1983-1985. 예술 고문)
- 호르스트 슈타인 (1985-1996)
- 조너선 노트 (2000-2016)
- 야쿠프 흐루샤 (2016- )